# Schloss Kartzow

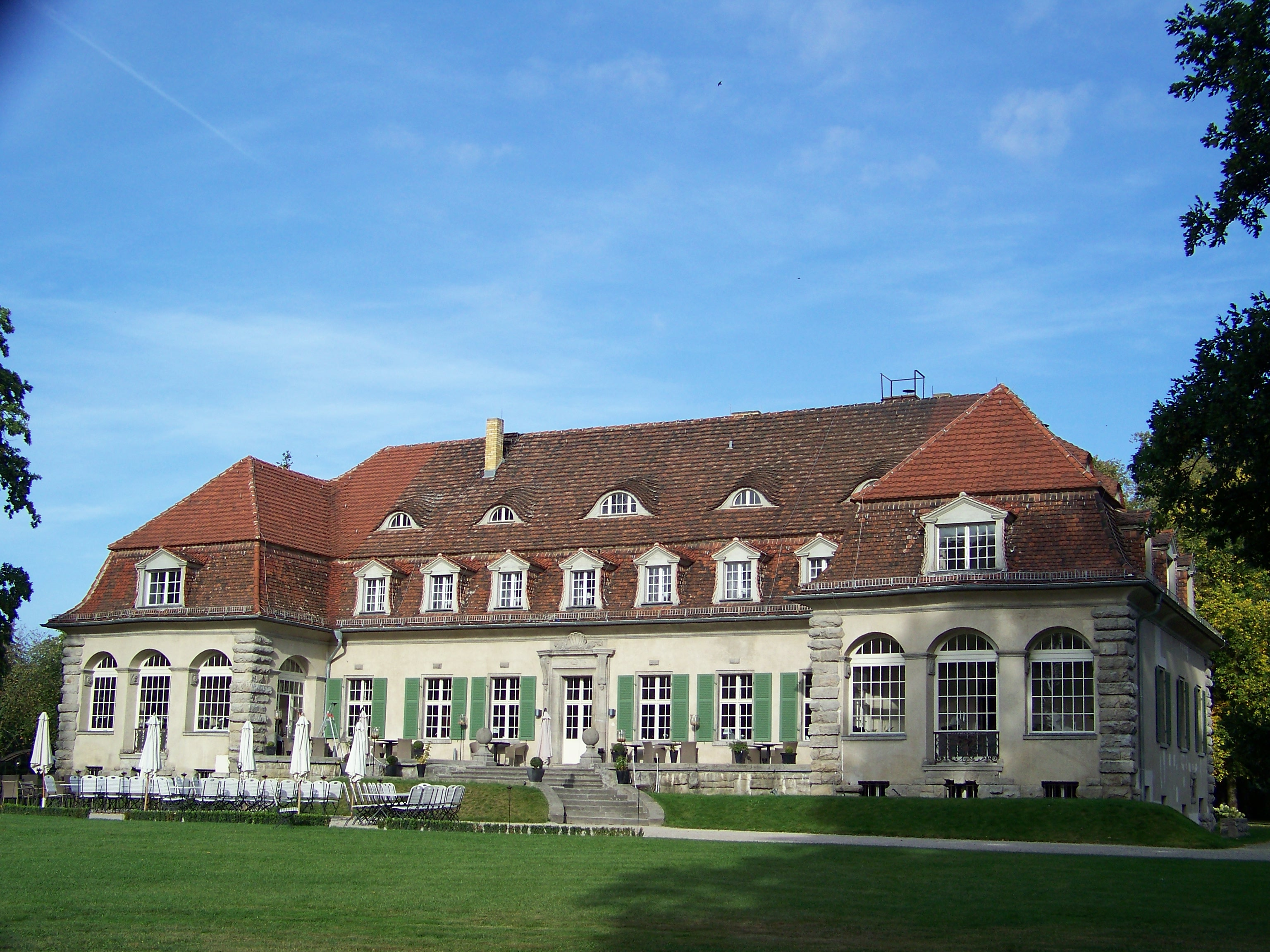
Schloss Kartzow vom Park aus gesehen

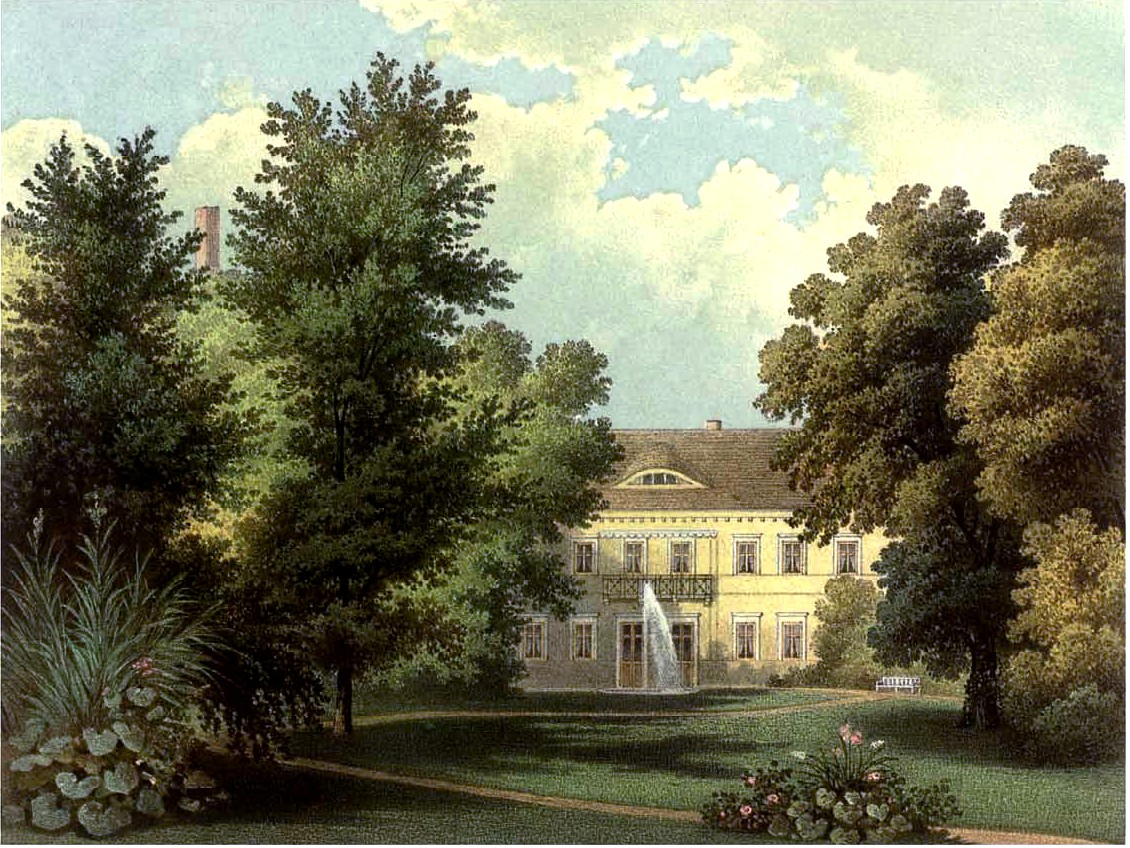
Der 1850 entstandene Vorläuferbau mit Gutspark um 1865/66, Sammlung Alexander Duncker

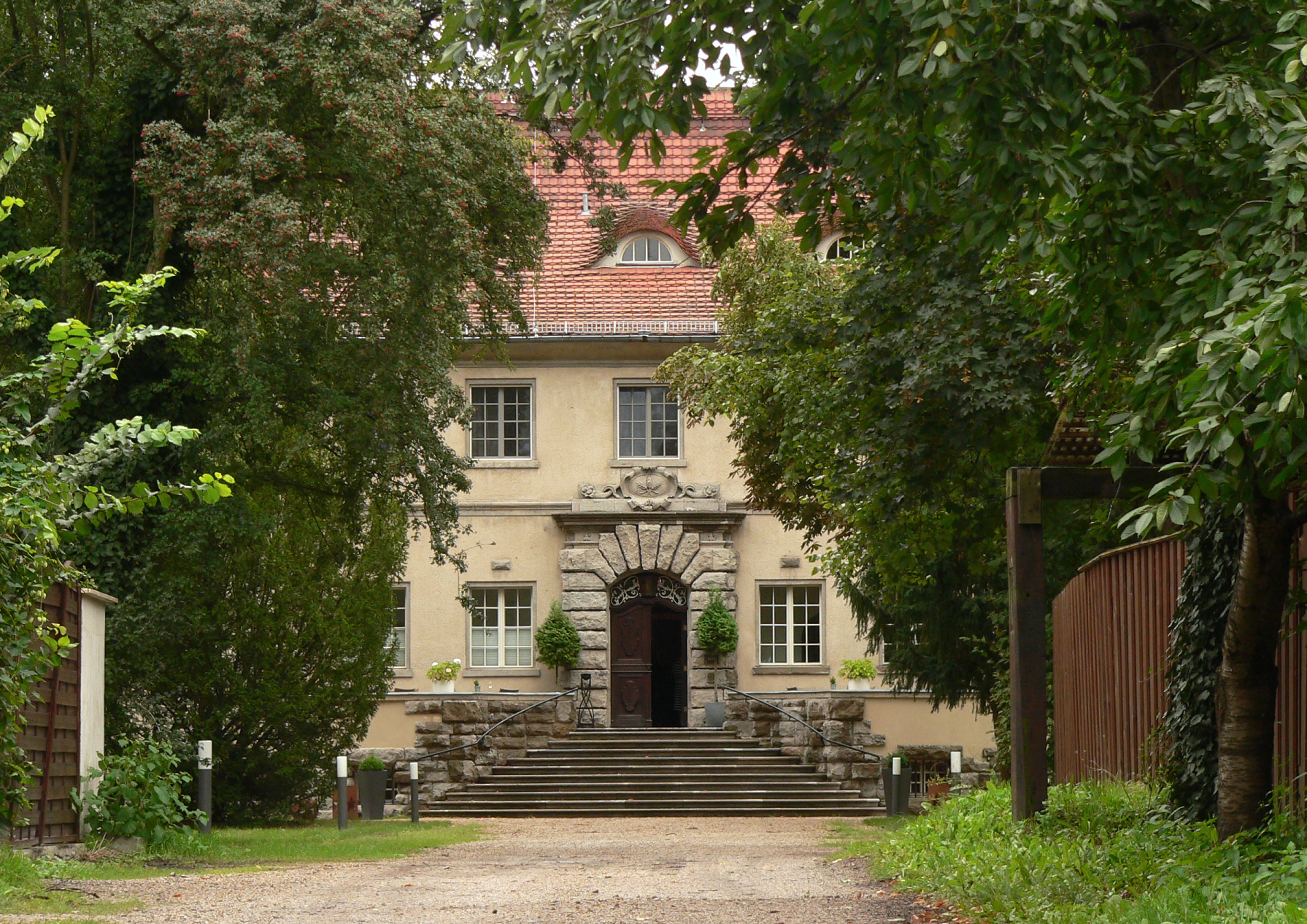
Eingangstreppe

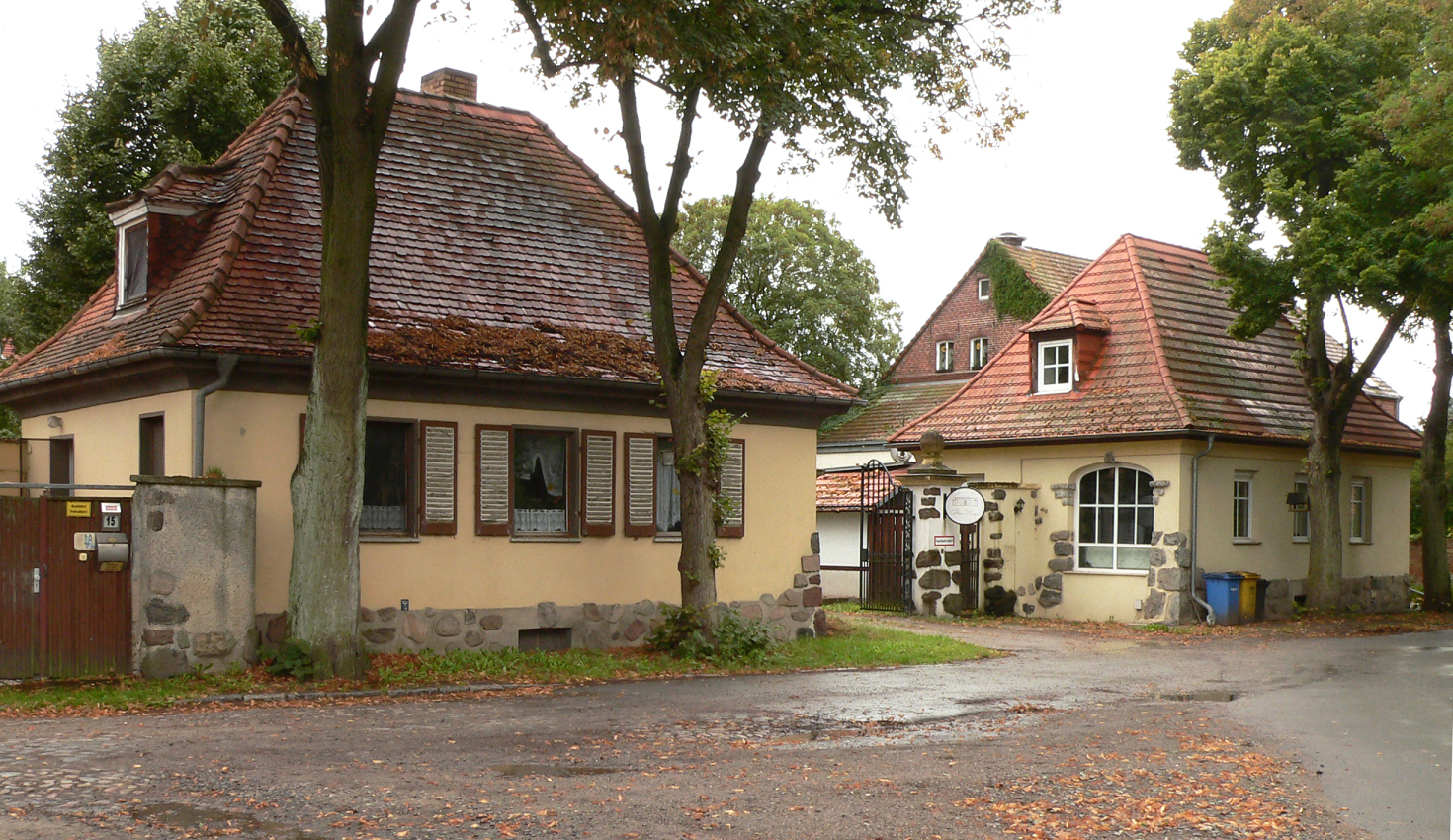
Torhäuschen an der Zufahrt

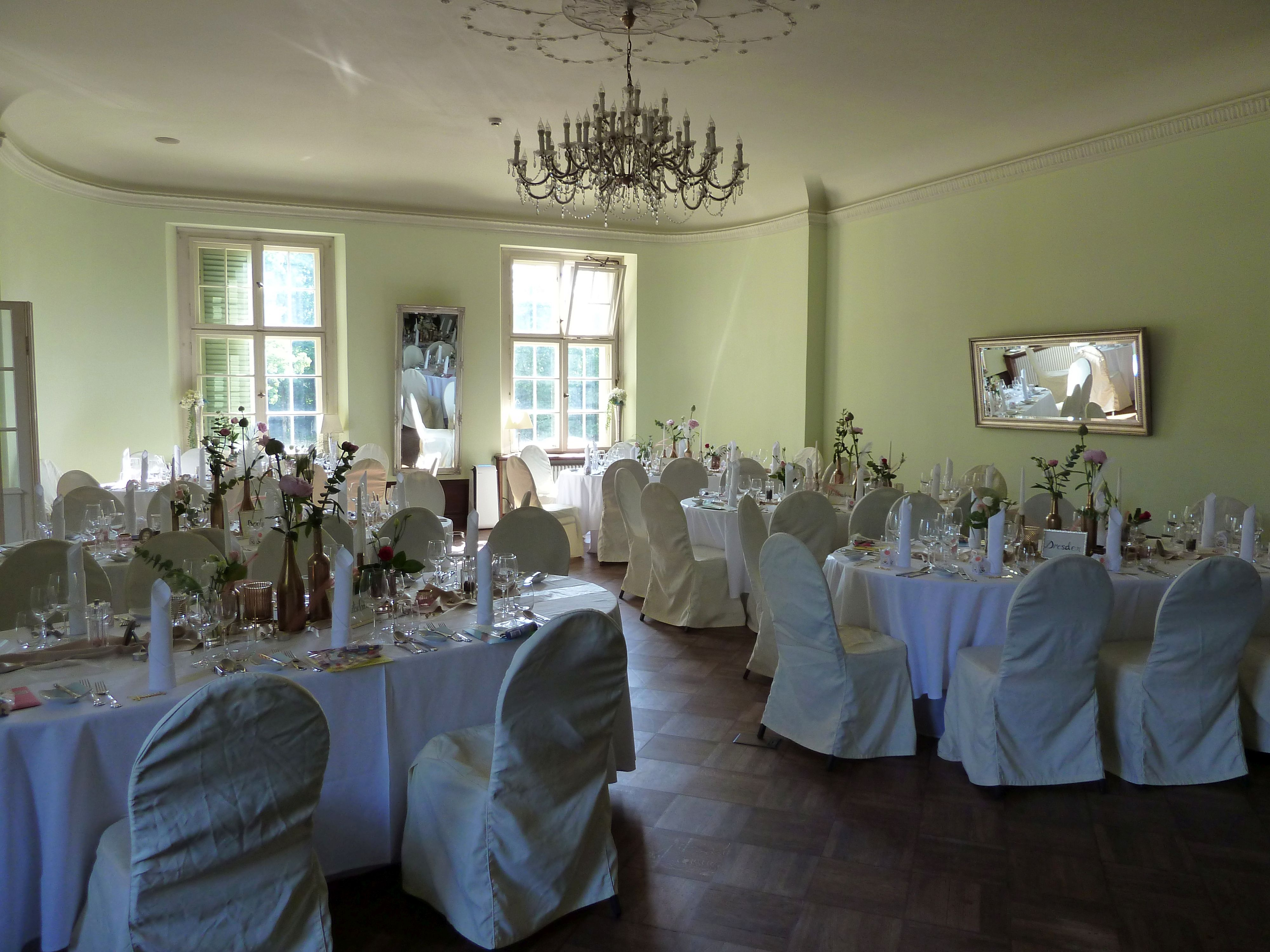
Saal, geschmückt für eine Hochzeit

Das Schloss Kartzow  ist ein Gutshaus im Potsdamer Ortsteil Kartzow. Es ging aus einem Rittergut hervor und wurde zwischen 1912 und 1914 nach Plänen des Berliner Architekten Eugen Schmohl im barocken Stil neu errichtet.

## Geschichte
Das Dorf Kartzow gehörte laut einer Überlieferung von 1450 der Adelsfamilie Hünicke, die hier einen Hof mit sieben freien Hufen besaß. Der letzte Besitzer aus der Familie von Hünicke, Cuno von Hünicke, verkaufte das Rittergut 1729 an Ludwig von Fronhofer.
Im Jahre 1850 ließ Carl Wolf Stielow als Eigentümer des Rittergutes das Gutshaus schlossähnlich umbauen. Das Gut verfügte zu dieser Zeit über fünf Wohn- und 13 Wirtschaftsgebäude sowie eine Brennerei. Bei einem Großbrand im Dorf Kartzow 1873 wurde auch das Gutshaus in Mitleidenschaft gezogen. Im Jahre 1879 weist das erstmals amtlich publizierte Generaladressbuch der Brandenburger Rittergutsbesitzer den Bankdirektor Henckel mit Wohnsitz in Berlin als Eigentümer des kreistagsfähigen Rittergutes Kartzow aus. Der Besitz ist verpachtet an Ober-Amtmann Felix Simon und hatte einen Umfang von genau 400 ha Land inklusive 8 ha Wasser. Im Jahr 1900 erwarb der Berliner Spirituosenfabrikant Arthur Gilka das Rittergut. Ausschlaggebend dürften die vorhandene Brennerei und die gute Bodenqualität der Ackerflächen gewesen sein. Der Fabrikant ließ das Gutshaus des Rittergutes abreißen und an seiner Stelle in den Jahren 1912 bis 1914 durch Eugen Schmohl für 1,5 Millionen Reichsmark ein repräsentatives, dreiflügeliges Gebäude in barocker Formensprache neu errichten. Danach trug der Bau mit 66 Zimmern die Bezeichnung Landhaus Gilka.
Das Gut wurde 1937 nach dem Ableben von Gilka durch seine Witwe an Major Eduard von Eickenhof–Reitzenstein weiter veräußert. Dieser überschrieb das Gut 1939 seiner Tochter Alix Krossa. 1940 gestaltete der ehemalige Gartendirektor von Sanssouci, Georg Potente, den Gutspark zu einem Landschaftspark um. Gutshaus und Gutsgelände
dienten 1940 für Außenaufnahmen des nationalsozialistischen deutschen Spielfilms Kopf hoch, Johannes! von Viktor de Kowa. 1941 erwarb der Reichsfiskus das Rittergut; im selben Jahr übernahm es die Wehrmacht, da eine Erweiterung des Truppenübungsplatzes Döberitz bis nach Kartzow geplant war.
Nach dem Zweiten Weltkrieg diente das Gutshaus ab 1945 als Unterkunft für Heimatvertriebene. Ab 1949 wurde es als Kindergenesungsheim der Volkssolidarität genutzt. Zwischen 1974 und 1984 befand sich im Gutshaus ein Kinderheim, danach bis 1996 ein Sanatorium für nierenkranke Kinder. Von 1998 bis 2006 stand das Gutshaus leer. 

## Nutzung
Nach dem Verkauf im Dezember 2006 wurde Schloss Kartzow im Jahre 2007 nach Vorgaben der Denkmalpflege aufwendig restauriert. Seit 2008 befindet sich im Gutshaus eine Außenstelle des Potsdamer Standesamtes. Das Gebäude selbst dient hauptsächlich als Veranstaltungsort, insbesondere für Hochzeiten. 2010 wurde zusätzlich ein Hotelbetrieb eröffnet.
Schloss Kartzow ist ein beliebter Drehort für Film und Fernsehen. Beispielsweise drehten Christian Ulmen, Collien Ulmen-Fernandes, Pheline Roggan und Emilia Schüle die Serie jerks hier. Im Polizeiruf 110: Schweine diente das Anwesen für Innen- und Außenaufnahmen als Hauptmotiv des Jagdsitz der Familie Richtmann.